# ハンガリー時間
ハンガリーは標準時に協定世界時（UTC）を1時間進めた中央ヨーロッパ時間（UTC+1）を採用している。また、夏時間を実施している。

## 夏時間
ハンガリーにおいて、夏時間は1916年に初めて導入され、1919年まで実施された。その後、1941年から1949年の間と1954年から1957年の間で使用された。その後1980年から現在に至るまで、使用されている。

## IANA time zone database
IANA time zone databaseのzone.tabには、ハンガリーの標準時が1つ含まれている。
| 国コード | 座標        | TZ              | 注釈 | 協定世界時との差 | 夏時間 | 備考 |
| -------- | ----------- | --------------- | ---- | ---------------- | ------ | ---- |
| HU       | +4730+01905 | Europe/Budapest |      | +01:00           | +02:00 |      |